# نظرية الحركة الاجتماعية

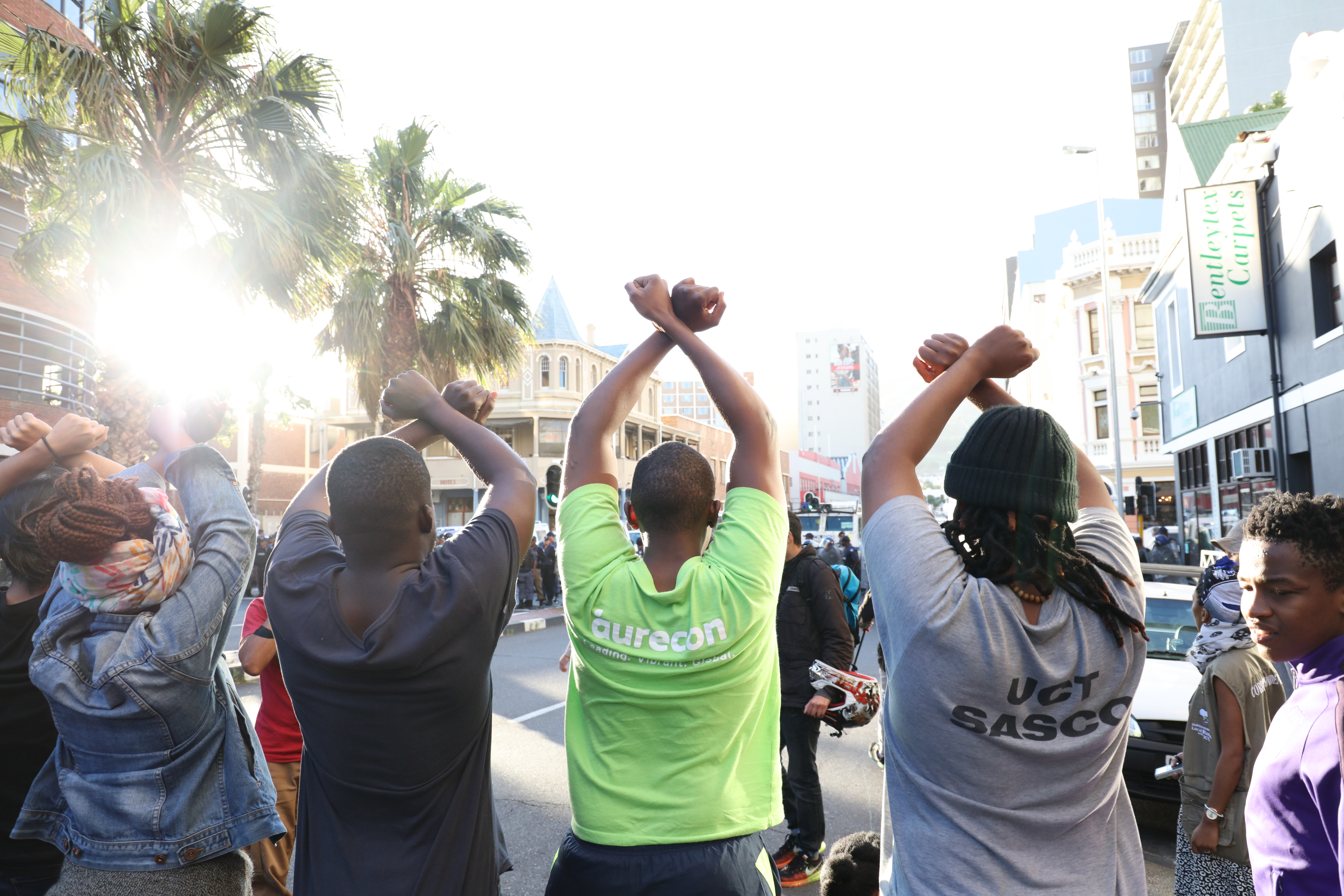
مجموعة من الطلاب يرفعون أيديهم في الهواء للإشارة إلى أنهم جاؤوا بسلام. احتجاج طلابي (2015-16) في جنوب إفريقيا ضد زيادة الرسوم الجامعية.

نظرية الحركة الاجتماعية هي دراسة متعددة التخصصات في العلوم الاجتماعية تسعى عموما إلى شرح سبب حدوث التعبئة الاجتماعية، والأشكال التي تظهر في ظلها، فضلاً عن النتائج الاجتماعية والثقافية والسياسية المحتملة، مثل خلق الحركات الاجتماعية وأدائها.

## الأساليب التقليدية
وقد ظهرت النهج الكلاسيكية في مطلع القرن.  ومن الشائع أن هذه النهج تعتمد على نفس الآلية السببية.  إن مصادر الحركات الاجتماعية تشكل سلالات بنيوية.  وهذه هي أوجه الضعف الهيكلي في المجتمع التي تضع الافراد تحت ضغط نفسي ذاتي معين، مثل البطالة أو التصنيع السريع أو التحضر. وحين يصل الاضطراب النفسي إلى عتبة معينة، فإن هذا التوتر من شأنه أن يؤدي إلى الرغبة في المشاركة في وسائل غير تقليدية للمشاركة السياسية، مثل الاحتجاج. بالإضافة إلى ذلك، فإن هذه الأساليب تشترك في أنها تعتبر المشاركة في السياسات المثيرة للجدل غير تقليدية وغير عقلانية، لأن الاحتجاجات هي نتيجة لرد فعل عاطفي محبط تجاه المظالم بدلاً من محاولة عقلانية لتحسين أوضاعهم. هذه النظريات المستندة إلى العوامل النفسية قد قوبلت بالرفض إلى حد كبير من قبل علماء الاجتماع والعلماء السياسيين في الوقت الحاضر، على الرغم من أن العديد منها لا تزال تقدم حجة لأهمية العواطف (وإن لم تكن مركزية). انظر عمل جوستاف لوبون، هربرت بلامر، ويليام كورنهوسر ونيل سميلسر.

### اللاتفرد
كان علماء الاجتماع أثناء أوائل ومتوسط القرن العشرين يتصورون أن الحركات كانت أحداثاً عشوائية لأفراد كانوا يحاولون التفاعل العاطفي مع المواقف خارج نطاق سيطرتهم.  كان جوستاف لوبون من بين أهم الكتاب في هذا المجال من البحث.  وفي كتابه «سيكلوجية الجماهير»، درس السلوك الجماعي للجماهير. وما توصل إليه هو أنه بمجرد أن يغمر الفرد في حشد من الناس، يصبح سلوكه بدائي وغير عقلاني، وبالتالي فإنه قادر على العنف العفوي. يحدث هذا التحول في ظل ظروف معينة. وبمجرد غمر الأفراد أنفسهم في حشد من الناس، فإنهم يكتسبون شعوراً بالانتماء إلى الهوية، وهذا من شأنه أن يجعلهم يعتقدون بانه لا يمكن محاسبتهم على سلوكهم داخل الحشد.  ويمتزج هذا مع الشعور بعدم الوضوح من خلال كونه جزءاً من حشد من الناس.  وفي ظل هذه الظروف، يصبح التفكير النقدي مستحيلا، وتنشأ شخصية غير واعية: شخصية تهيمن عليها الغرائز المدمرة والمعتقدات البدائية. تم التقاط هذه النظرية وتطويرها من قبل منظرين آخرين مثل هربرت بلامر ونيل سميلسر.

### نظرية المجتمع الجماهيري
فقد ظهرت نظرية المجتمع الجماعي في أعقاب الحركات الفاشية والشيوعية في الثلاثينيات والأربعينيات من القرن الماضي، وبوسعنا أن ننظر إليها باعتبارها محاولة لتفسير صعود التطرف في الخارج.  الادعاء الرئيسي لنظرية المجتمع الجماعي هو أن الأشخاص المنعزلين اجتماعياً أكثر عرضة للتطرف.
ومن بين الأسس المهمة التي تقوم عليها هذه النظرية تحليل إميل دوركهايم للمجتمع الحديث وصعود الفردانية.  وذكر دوركايم أن ظهور المجتمع الصناعي تسبب في مشكلتين:
- الشذوذ: لم تكن هناك طرق كافية لتنظيم السلوك بسبب الحجم والتعقيد المتزايد للمجتمع الحديث.
- الأنانية: الفردية المفرطة للناس بسبب ضعف المجتمعات المحلية.

وهذه المشاكل تعني ضعف شبكة اجتماعية تقيِّد سلوك الأفراد.  وطبقاً لرأي دوركايم فإن هذا من شأنه أن يؤدي إلى سلوك مختل وظيفياً، مثل الانتحار.
قام آرثر كورنهوسر بتطبيق هذه النظرية على الحركات الاجتماعية في كتابه «سياسة المجتمع الجماعي».  وقال إن أي اقتصاد وانانية في المجتمع الجماهيري من الأسباب التي تدفع الجماعات المحلية الصغيرة والشبكات إلى الانحدار. ولكن ما الذي يتبقى بعد ذلك هو أهل النخبة الأقوياء، والبيروقراطيات الضخمة، والأفراد المنعزلين؟  وفي هذا المجتمع تتآكل الحواجز الوسيطة التي تحول بين النخبة وغير النخبة وتصبح القنوات الطبيعية التي يستطيع غير النخب من التأثير عليها غير فعّالة.  وهذا من شأنه أن يجعل غير أهل النخبة يشعرون بقدر أعظم من الغربة، وبالتالي أكثر عُرضة للتطرف.

### الحرمان النسبي
ويدفع الناس إلى الحركات بدافع من الشعور بالحرمان أو عدم المساواة، ولا سيما (1) بالنسبة إلى الآخرين أو (2) بالنسبة لتوقعاتهم.  في وجهة النظر الأولى، يرى المشاركون الآخرين الذين يتمتعون بقدر أكبر من القوة، أو الموارد الاقتصادية، أو المكانة، فيحاولون بالتالي اكتساب نفس هذه الأشياء لأنفسهم. وفي الرأي الثاني، من المرجح أن يتمرد الناس عندما يتوقف موقف يتحسن باستمرار (وخاصة تحسن الاقتصاد) ويتحول إلى الأسوأ.  وعند هذه النقطة، سينضم الأشخاص إلى الحركات لأن توقعاتهم ستكون قد تجاوزت وضعهم المادي الفعلي (وتسمى أيضاً «نظرية المنحنى J»).  شاهد عمل جيمس ديفيز وتيد جور ودينتون موريسون.

## النهج المعاصرة
خلال الستينات، كان هناك نمو في حجم نشاط الحركة الاجتماعية في كل من أوروبا والولايات المتحدة. ومع هذه الزيادة أيضاً حدث تغيير في التصور العام للحركات الاجتماعية.  والآن يُنظَر إلى الاحتجاجات باعتبارها تجعل السياسة أفضل وضرورية للديمقراطية السليمة.  ولم تتمكن النهج التقليدية من تفسير هذه الزيادة في الحركات الاجتماعية. ولأن المبدأ الأساسي الذي تقوم عليه هذه التوجهات يتلخص في أن الاحتجاجات كانت من قِـبَل أشخاص يعانون من نقاط ضعف بنيوية في المجتمع، فلم يكن بوسعه أن يفسر لنا أن نمو الحركة الاجتماعية كان مسبوقاً بنمو في الرفاهية الاجتماعية وليس انحدار الرفاهية الاجتماعية.  ولذلك، هناك حاجة إلى نهج نظرية جديدة.
ولأن الحرمان لم يعد يشكل تفسيراً قابلاً للتطبيق، فقد كان الباحثون في حاجة إلى البحث عن تفسير آخر.  وكانت التفسيرات التي تم تطويرها مختلفة في الولايات المتحدة عن التفسيرات التي تم تطويرها في أوروبا.  ولقد درست التوجهات البنيوية الأكثر تمركزاً على أميركا كيف تعمل خصائص السياق الاجتماعي والسياسي على تمكين الاحتجاجات أو عرقلتها. رفضت النهوج البنائية الاجتماعية الأكثر تمركزاً في أوروبا فكرة أن الصراع الطبقي أساسي للحركات الاجتماعية، وشددت على مؤشرات أخرى للهوية الجماعية، مثل الجنس أو العرق أو الجنس.

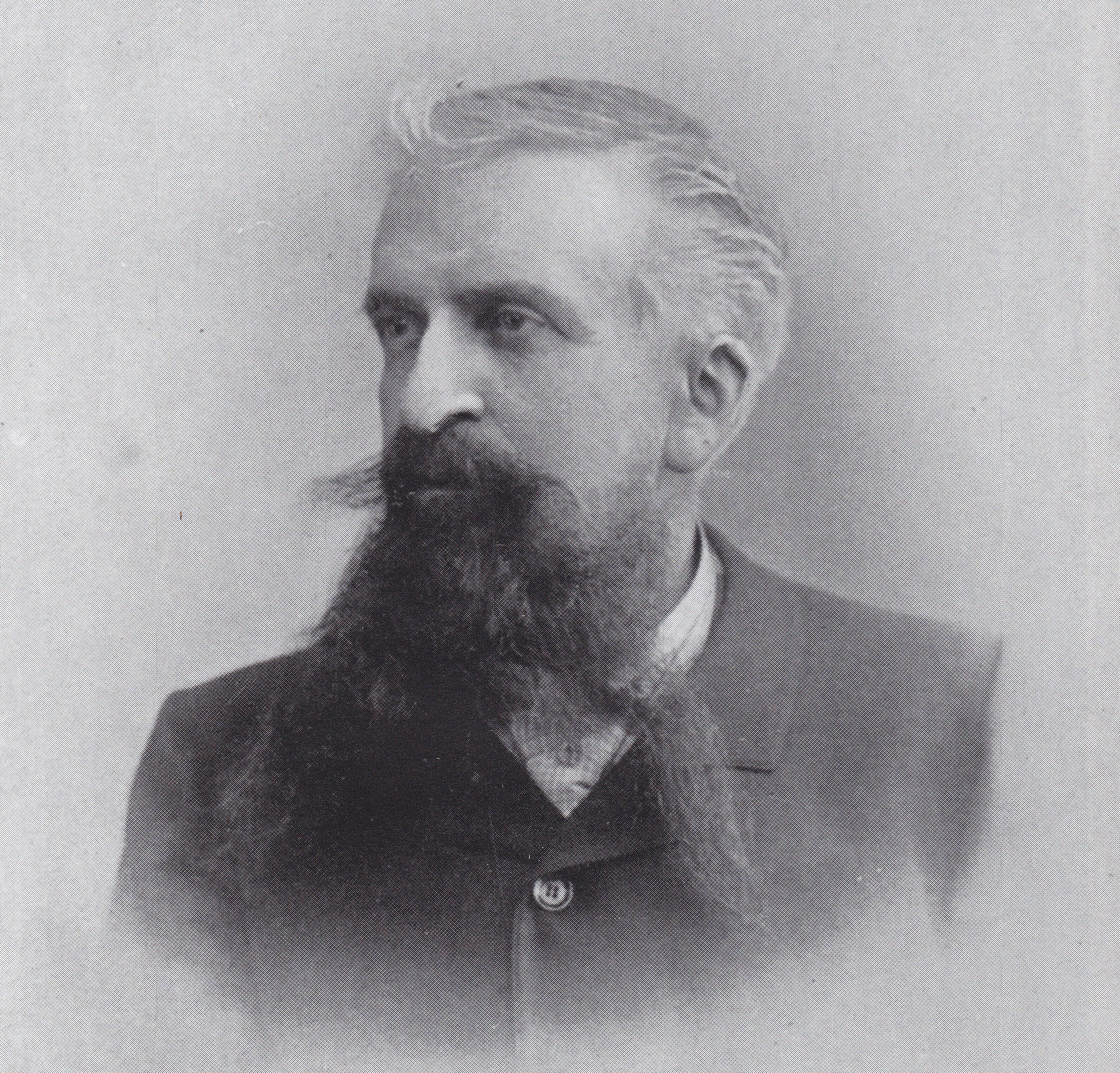
غوستاف لوبون ، عالم الاجتماع الأوائل الذي درس الحركات الاجتماعية

### النهج الهيكلية

#### الفرصة السياسية/العملية السياسية
وينبغي أن تكون بعض السياقات السياسية مواتية أو تمثيلية لنشاط الحركة الاجتماعية المحتمل.  وقد يحبذ هذا المناخ الحركات الاجتماعية المحددة أو نشاط الحركة الاجتماعية العامة؛  وقد يكون المناخ بمثابة إشارة إلى الناشطين المحتملين و/أو الذي يسمح هيكليا بإمكانية القيام بنشاط في مجال الحركة الاجتماعية (مسائل قانونية)؛  وقد تتحقق الفرص السياسية من خلال التنازلات السياسية، أو مشاركة الحركة الاجتماعية، أو تأسيس الحركة الاجتماعية التنظيمية.  قد تتضمن الفرص ما يلي:
1. زيادة القدرة على الوصول إلى سلطة صنع القرار السياسي
2. عدم الاستقرار في تنظيم النخب الحاكمة (أو الصراع بين النخب)
3. القدرة على الوصول إلى حلفاء النخبة (الذين يمكنهم بعد ذلك مساعدة الحركة في نضالها)
4. تراجع قدرة الدولة وميلها إلى قمع المعارضة[13][1][14][15]

#### تعبئة الموارد
إن الحركات الاجتماعية تحتاج أولاً وقبل كل شيء إلى منظمات.  وبوسع المنظمات أن تكتسب الموارد ثم تنشر الموارد لتحقيق أهدافها المحددة بوضوح. ولكي نتكهن باحتمالات تحول تفضيلات مجموعة معينة في المجتمع إلى احتجاج، فإن هؤلاء المنظرين ينظرون إلى التنظيم القائم من قبل لهذه المجموعة.  وعندما يكون السكان من ذوي الصلة بحركة اجتماعية منظمين بالفعل، فإنهم أكثر ميلاً إلى خلق أشكال منظمة من الاحتجاج لأن التنظيم الأعلى ييسر عملية تعبئة الموارد اللازمة. بعض نسخ هذه النظرية تنص على أن الحركات تعمل على نحو يشبه المؤسسات الرأسمالية التي تستخدم الموارد المتاحة بكفاءة. وقد اقترح العلماء تصنيف خمسة أنواع من الموارد:
1. المواد (المال ورأس المال)؛
2. معنويات (التضامن ودعم أهداف الحركة)؛
3. الاجتماعية - التنظيمية (الاستراتيجيات التنظيمية، الشبكات الاجتماعية، تعيين الكتل)؛
4. البشرية (المتطوعون والموظفون والقادة)؛
5. الثقافة (الخبرة النشطة السابقة، وفهم القضايا، والدراية العملية الجماعية)

#### نظرية تأثير الحركة الاجتماعية
ويركز العمل على تقييم الأثر الذي تخلفه الحركة الاجتماعية على المجتمع، وما هي العوامل التي قد تؤدي إلى هذه الآثار.  ويمكن أن يكون لآثار الحركة الاجتماعية صدى على الأفراد المؤسسات الثقافات أو الأنظمة السياسية. وفي حين أن التأثيرات السياسية قد خضعت للدراسة، فإن الآثار على المستويات الأخرى قد تكون على نفس القدر من الأهمية على الأقل.  ولأن نظرية التأثير تشتمل على العديد من القضايا المنهجية، فإنها أقل الفروع الرئيسية لنظرية الحركة الاجتماعية خضوعاً للدراسة. ومع ذلك، فقد أثار مناقشات حول فعالية العنف أهمية النخبة والحلفاء السياسيين ووكالة الحركات الشعبية عموما.

### النهج البنائية الاجتماعية

#### حركات اجتماعية جديدة
تجادل هذه المجموعة من النظريات المتأثرة في أوروبا بأن الحركات اليوم تختلف بشكل قاطع عن الحركات في الماضي. بدلاً من الحركات العمالية المنخرطة في الصراع الطبقي، تنخرط الحركات الحالية (مثل مناهضة الحرب، والبيئة، والحقوق المدنية، والنسوية، وما إلى ذلك) في صراع اجتماعي وسياسي (انظر آلان تورين). الدوافع للمشاركة في الحركة هي شكل من أشكال السياسة ما بعد المادية والهويات حديثة النشأة، ولا سيما تلك من «الطبقة الوسطى الجديدة». انظر أيضًا إلى أعمال رونالد إنغلهارت ويورغن هابرماس وألبرتو ميلوتشي  وستيف بوشلر. حفز هذا النوع من البحث التركيز الدائم على الهوية حتى بين العلماء الأمريكيين البارزين مثل
تزعم هذه المجموعة من النظريات التي تأثرت بأوروبا أن الحركات اليوم تختلف اختلافاً قاطعاً عن الحركات في الماضي. فبدلاً من الحركات العمالية المنخرطة في صراع طبقي، تنخرط الحركات الحالية (مثل الحركات المناهظة للحرب، أو البيئة، أو الحقوق المدنية، أو الحركة النسائية، إلى آخر ذلك) في صراعات اجتماعية وسياسية (انظر ألان توراين).  والدوافع التي تحرك المشاركة في الحركة هي شكل من أشكال السياسات ما بعد المادية والهويات المنشأة حديثاً، وخاصة تلك التي تحرك «الطبقة المتوسطة الجديدة». كما يمكنك مشاهدة أعمال رونالد إنغلهارت ويورغن هابرماس، ألبرتو ميلكسي وستيف بوشلر.  ولقد عمل هذا الخط من البحوث على تحفيز التأكيد الدائم على الهوية حتى بين الباحثين الأميركيين البارزين مثل تشارلز تيلي.

## دراسات الحركة الاجتماعية في التسعينيات
في أواخر التسعينات، لخص كتبان طويلان التحول الثقافي في دراسات الحركة الاجتماعية، وقوانين ألبرتو ميلكسي للتحدي، وكتاب جيمس م. جاسبر «فن الاحتجاج الأخلاقي». لقد ركز ميلوتشي على خلق هويات جماعية باعتبارها الغرض من الحركات الاجتماعية، وخاصة «الحركات الاجتماعية الجديدة»، في حين زعم جاسبر أن الحركات تمنح المشاركين الفرصة لصياغة وتوضيح حدسهم ومبادئهم الأخلاقية. وقد أدرك كلاهما أهمية العواطف في الحركات الاجتماعية، على الرغم من أن جاسبر طور هذه الفكرة بشكل أكثر منهجية. إلى جانب جيف جودوين وفرانسيسكا بوليتا، نظم جاسبر مؤتمراً في نيويورك في عام 1999 ساعد في وضع المشاعر على جدول الأعمال الفكري للعديد من علماء الاحتجاج والحركات. استمر في الكتابة عن الديناميات العاطفية للاحتجاجات في السنوات التي تلت.
في عام 1999، نشر جودوين وجاسبر انتقاداً لنموذج الفرصة السياسية السائد آنذاك، باستخدام النهج الثقافي الذي تبناه جاسبر لإظهار أن الفرصة السياسية كانت بنيوية أكثر مما ينبغي كمفهوم، الأمر الذي أدى إلى ترك المعاني والعواطف والوكالة.  ورد تشارلز تيلي وعدد من العلماء الآخرين، في كثير من الأحيان بالانتقادات اللاذعة.
في فن الاحتجاج الأخلاقي، قال جاسبر أيضا أن كتاب (Getting Your Way: Dilemmas) كان له منطق مهم كان مستقلا من كل من الثقافة والبنية، وفي عام 2006 تابع هذا الادعاء مع الحصول على طريقك: المعضلات الاستراتيجية في الحياة الحقيقية، والتي طورت مفرداً لدراسة المشاركة الاستراتيجية بطريقة ثقافية وعاطفية وعاطفية.  وبحلول ذلك الوقت كانت نظرية العمل التي يتبناها قد اقتربت من البراغماتية والتفاعل الرمزي.  وفي نفس الفترة، بدأ مصطفى الإماراتيين، المنظر الاجتماعي في ويسكونسن، الكتابة بطريقة مماثلة عن العواطف والحركات الاجتماعية، ولكنه استلهم أفكاره بشكل أكثر وضوحاً من تاريخ الفكر الاجتماعي.  وفي فرنسا، توصل دانييل سيفاى إلى استنتاجات مماثلة في كتاب (Pourquoi se mobilize-t-on؟)، وهو عبارة عن تاريخ شامل وتوليف للفكر بشأن العمل الجماعي والحركات الاجتماعية.

## النقد ما بعد الاستعمار
فقد شهدت الأعوام الأخيرة نشوء الانتقادات التي جاءت في مرحلة ما بعد الاستعمار، والتي كانت منتمية إلى المناقشة الأوسع نطاقاً في مرحلة ما بعد الاستعمار في العلوم الإنسانية والاجتماعية.  في حين أنها مجال متنوع، فإن الحجة الأساسية في الدراسات ما بعد الاستعمارية هي أن الهيمنة الخانضة للعالم الغربي/العالم الشمالي قد استمرت بعد انتهاء الاستعمار الرسمي للجنوب العالمي. ومن هذا المنظور، لا يزال إنتاج المعرفة العالمية خاضعاً لهيمنة الأشكال الغربية من الاستقصاء الفكري، والذي يتجسد في التأكيد على الموضوعية المفترضة، والعالمية، والعقلانية العلمية، والتي تدعم هرمية من المعرفة التي يهيمن عليها الغرب والتي تفشل في الاعتراف بالنزعة العلمية الخاصة بها. أغلب النظريات العلمية المعاصرة، وعلى هذا فإن جذور هذه الثقافة ترجع إلى التنوير الغربي والاستقصاء العقلاني، وهي تتمحور في الأساس حول أوروبا. إن ما بعد الاستعمار يثير إشكالية أوروبا في الفكر والمنهجية العلمية المعاصرة من خلال الاحتجاج بأنها تقدم نظريات مضللة تستند إلى حقائق غربية معينة، حول الجنوب العالمي، في حين تتجاهل بشكل منهجي أيضاً البيانات الجنوبية للنظرية.  نتيجة لهذا، ورغم أن النظريات المعاصرة تهدف إلى الصالح العام، إلا أنها تنطوي على انحياز غربي متأصل لأنها تقوم على أفكار غربية وفكر في المؤسسات الغربية، وهذا يجعلها غير قادرة على تقديم وشرح الأحداث والهياكل والحركات بدقة في الجنوب لأنها تسيء تفسير خصوصيات الجنوب.
ومن هذا المنظور، فإن نظرية الحركة الاجتماعية تتسم بالانحياز الغربي، وهو ما أدى إلى نشوء مجموعة متنوعة من الكتاب الذين يزعمون أن النظريات السائدة غير قادرة على تفسير الحركات الاجتماعية في الجنوب العالمي بدقة، وذلك لأنها نشأت في الأساس لتفسير الحركات في الشمال. وعلى هذا فإن توجهات مثل تعبئة الموارد أو نظرية العملية السياسية تركز بشكل علني على التحام الديمقراطية في الاقتصادات المتقدمة، وبالتالي فإنها تفشل في وضع السياق التاريخي والسياسي والثقافي المختلف في الجنوب في الحسبان.    
وقد تعرض النقد بعد الاستعمار وحده للانتقاد لعدم التوصل إلى نتائج تجريبية جديدة، أو تقديم تفسيرات مختلفة لتطور الحركات الاجتماعية وسلوكها، أو تفسير الحركات عبر الوطنية.    
وقد قيل أيضاً إن الدراسات التي تجريها الحركات الاجتماعية ما بعد الاستعمار، على الرغم من توجيه بعض الانتقادات الدقيقة إليها، معرضة لخطر خلق شكل خاص بها من أشكال الجوهرية الثقافية و«الاستشراق الجديد».   

## المفاهيم الأساسية

### تحديد الإطار
بعض المزاعم التي يسندها الناشطون لصالح حركتهم الاجتماعية «يتردد صداها» مع الجماهير بما في ذلك وسائل الإعلام والنخب والحلفاء المتعاطفين والمجندين المحتملين.  تستند الأطر الناجحة إلى مفاهيم ثقافية مشتركة (مثل الحقوق والأخلاق). وهذا المنظور راسخ الجذور في علم الحفريات البنائية الاجتماعية. شاهد عمل روبرت بينفورد وديفيد أ. سنو. على مدى العقد الماضي، قام منظرو الفرص السياسية جزئياً باستحوالها على منظور الإطار.  وهي تسمى النظرية السياسية للحركة الاجتماعية.

### الاختيار العقلاني
وطبقاً لنظرية الاختيار العقلاني: فالأفراد عبارة عن جهات فاعلة عقلانية تزن استراتيجياً تكاليف وفوائد مسارات العمل البديلة، وتختار مسار العمل الذي من المرجح أن يؤدي إلى تعظيم فائدته. والمشكلة البحثية الرئيسية من هذا المنظور هي مشكلة العمل الجماعي، أو لماذا يختار الأفراد العقلانيون الانضمام إلى العمل الجماعي إذا استفادوا من اكتسابه حتى ولو لم يشاركوا. شاهد عمل مانكور أولسون ومارك ليشباخ ودينيس تشونغ. في نظريات الاحتجاج السياسي والحركات الاجتماعية، يتضمن كارل ديتر أوب عدداً من المفاهيم الثقافية في نسخته من نظرية الاختيار العقلاني، كما يبين أن العديد من التوجهات الأخرى تعتمد خلسة على افتراضات الاختيار العقلاني من دون الاعتراف بها.